# Чемпионат мира по биатлону 1979
17-й чемпионат мира по биатлону прошёл в Рупольдинге (ФРГ) в 1979 году.

## Мужчины

### Спринт 10 км
| Место | Страна   | Спортсмен    | Время   | Промахи |
| ----- | -------- | ------------ | ------- | ------- |
| 1     | ГДР      | Франк Ульрих | 40:35.3 | 0+0     |
| 2     | Норвегия | Одд Лирхус   | +53.2   | 1+2     |
| 3     | Италия   | Луиджи Вейсс | +1:11.0 | 0+2     |

Финишный протокол

### Индивидуальная гонка на 20 км
| Место | Страна   | Спортсмен         | Время | Sch. |
| ----- | -------- | ----------------- | ----- | ---- |
| 1     | ГДР      | Клаус Зиберт      | ...   | ...  |
| 2     | СССР     | Александр Тихонов | ...   | ...  |
| 3     | Норвегия | Сиглейф Йохансен  | ...   | ...  |

### Эстафета 4 Х 7,5 км
| Место | Страна    | Спортсмен                                                           | Время | Sch. |
| ----- | --------- | ------------------------------------------------------------------- | ----- | ---- |
| 1     | ГДР       | Манфред Беер Клаус Зиберт Франк Ульрих Эберхард Рёш                 | ...   | ...  |
| 2     | Финляндия | Симо Халонен Хейкки Икола Эркки Антила Раймо Сеппанен               | ...   | ...  |
| 3     | СССР      | Владимир Аликин Владимир Барнашов Николай Круглов Александр Тихонов | ...   | ...  |

## Зачет медалей
| Место | Страна    | Золото | Серебро | Бронза | Итого |
| ----- | --------- | ------ | ------- | ------ | ----- |
| 1     | ГДР       | 3      | 0       | 0      | 3     |
| 2     | Норвегия  | 0      | 1       | 1      | 2     |
|       | СССР      | 0      | 1       | 1      | 2     |
| 4     | Финляндия | 0      | 1       | 0      | 1     |
| 5     | Италия    | 0      | 0       | 1      | 1     |